# Andrzej Cwojdziński
Andrzej Cwojdziński (ur. 25 stycznia 1928 w Jaworznie , zm. 23 marca 2022 w Koszalinie) – polski dyrygent, kompozytor i pedagog muzyczny.

## Życiorys
Jego ojcem był Antoni Cwojdziński, pisarz, aktor, reżyser teatralny i twórca filmowy. Wujem Andrzeja Cwojdzińskiego był Wacław Geiger, polski kompozytor, śpiewak i pedagog.
W latach 1947–1953 studiował w Państwowej Wyższej Szkole Muzycznej w Krakowie pod kierunkiem Artura Malawskiego. Działalność muzyczną rozpoczął jako dyrygent chóru Filharmonii Krakowskiej. W latach 1955–1957 był asystentem dyrygenta w Filharmonii Łódzkiej, następnie objął funkcje dyrektora, dyrygenta i kierownika artystycznego Filharmonii w Lublinie, które pełnił do 1963. Od 1964 zajął analogiczne stanowiska w Filharmonii w Koszalinie, którą kierował do 1979, będąc zarazem inicjatorem i kierownikiem artystycznym Festiwalu Pianistyki Polskiej w Słupsku (1967–1999) oraz Kołobrzeskich Wieczorów Wiolonczelowych (1972–1980) .
Kilkakrotnie sprawował kierownictwo Światowego Festiwalu Chórów Polonijnych w Koszalinie oraz nad Międzynarodowym Festiwalem Organowym w Koszalinie   .
W latach 1951–1953 został wykładowcą w Państwowej Wyższej Szkole Aktorskiej w Krakowie, a w latach 1960–1962 wykładał na Katolickim Uniwersytecie Lubelskim. Od 1976 docent, w latach 1991–1999 profesor Akademii Muzycznej w Gdańsku i Wyższej Szkoły Pedagogicznej w Słupsku .
Od 1953 członek Związku Kompozytorów Polskich, w latach 1964–1973 wiceprzewodniczący Koszalińskiego Towarzystwa Muzycznego.
Występował gościnnie jako dyrygent w ZSRR, NRD, Czechosłowacji, Bułgarii, Rumunii, Jugosławii i na Węgrzech.
Był mężem Gabrieli Cwojdzińskiej, polskiej pedagog muzycznej oraz polityk.

## Nagrody i odznaczenia
- Nagroda miasta Lublina (1962)
- Nagroda Wojewody Koszalińskiego (1968, 1975)
- Nagroda II stopnia Ministra Kultury i Sztuki (1977)
- Krzyż Kawalerski Orderu Odrodzenia Polski (1983)
- Złoty Krzyż Zasługi
- Medal 40-lecia Polski Ludowej
- Odznaka „Zasłużony Działacz Kultury”
- Medal Pro Ecclesia et Pontifice[5] (1988)
- Srebrny Medal „Zasłużony Kulturze Gloria Artis” (2006)[8]
- Honorowy Obywatel Koszalina (2020)[9]

W 2010 został członkiem Zachodniopomorskiego Społecznego Komitetu Poparcia Jarosława Kaczyńskiego w przedterminowych wyborach prezydenckich w 2010.

## Kompozycje
(na podstawie materiałów źródłowych 
| - Sonata na wiolonczelę i fortepian (1952) - Pięć miniatur op. 2 na klarnet i fortepian (1953) - Dwie humoreski op. 3 na fortepian solo (1953) - Cztery pieśni na alt z towarzyszeniem fortepianu op. 4 (1953) - Uwertura „Radosna” na wielką orkiestrę symfoniczną (1954) - Nokturn op. 6 na róg z towarzyszeniem fortepianu (1954) - Rondo na fortepian solo op. 7 (1954) - Pięć pieśni na sopran i fortepian (1955) - Kwiaty Polskie, kantata do słów Juliana Tuwima na 3 solistów, chór mieszny i chłopięcy i orkiestrę (1955) - Koncert na kontrabas i orkiestrę symfoniczną (1959) - Toccata lubelska na orkiestrę symfoniczną (1961) - Koncert wiolonczelowy nr 1 (1965) - Pięć pieśni dziecięcych [wersja I] op. 8 na sopran i orkiestrę (1966) - Pięć pieśni dziecięcych [wersja II] op. 8 na sopran i fortepian (1966) - Koncert wiolonczelowy nr 2 (1968) - Miniatury w różnych stylach na trio fortepianowe (1969) - Dwanaście miniatur na skrzypce i fortepian (1971) - Chochliki fletowe op. 16 na flet z towarzyszeniem fortepianu (1972) - Magnificat na chór a cappella (1983) - Koncert na 2 fortepiany i orkiestrę symfoniczną (1984) - Erotyki op. 18 na chór mieszany a cappella (1984) - Suita op. 20 na wiolonczelę i klawesyn (lub fortepian) (1985) - Anioł Pański op. 21, oratorium na 3 solistów, chór mieszany i orkiestrę (1986) - Suita miniatur op. 22 na 6 instrumentów dętych (1987) - Preludia op. 23 na fortepian solo (1988) - Nokturn op. 24 na wiolonczelę i fortepian (1988) - Suita op. 25 na młodzieżowy zespół kameralny (1989) - Suita op. 26 na wiolonczelę i gitarę (1989) - Sonata na skrzypce i wiolonczelę op. 27 (1990) - Sześć pieśni na chór mieszany op. 28 (1990) - Cztery tańce polskie op. 29 na trio fortepianowe (1990) - Cztery psalmy op. 30 na 3 głosy żeńskie i organy (1991) | - Klocki op. 31, 21 utworów dla dzieci na 4 ręce (1991) - Tango koncertowe op. 32 na gitarę klasyczną i klawesyn (1991) - Osiem pieśni na alt z towarzyszeniem fortepianu op. 35 do słów różnych autorów (1991) - Suita kolęd polskich op. 34a na zespół kameralny (1991) - Nasz wspaniały ogród zoologiczny op. 33, widowisko dziecięce na chór dziecięcy oraz sopran solo z towarzyszeniem fortepianu (1991) - Mini kaprysy op. 36 na flet, obój i gitarę klasyczną (1992) - Małe wariacje na temat piosenki duńskiej op. 37 na orkiestrę kameralną (1992) - Capriccio na obój i orkiestrę kameralną (1992) - Pięć pieśni na sopran z towarzyszeniem fortepianu do słów różnych autorów (1992) - Hymn o Miłości op. 40, kantata na chór i orkiestrę (1992) - Koncert wiolonczelowy nr 3 (1993) - Mała kołysanka op. 42d na fortepian (1993) - Piosenki francuskie op. 42a na fortepian (1993) - Siedem nokturnówop. 46 na organy solo (1994) - Suita kolęd polskich nr 2 op. 47 na sopran, tenor i zespół kameralny (1994) - Elementarz op. 45b na chór mieszany a cappella (1994) - Cztery pieśni sakralne na chór mieszany a cappella (1994) - Symfonia nr 1 op. 43 (1994) - Koncert skrzypcowy nr 1 op. 48 (1995) - Dwadzieścia pięć łatwych piosenek na 3-głosowy chór dziecięcy a cappella (1995) - Hymny Maryjne op. 50 na 3 głosy żeńskie i organy (1996) - Obrazki malowane dźwiękami op. 51, 17 miniatur na fortepian (1996) - Koncert na klawesyn i orkiestrę kameralną op. 52 (1996) - Toccata koszalińska op. 54 na wielką orkiestrę symfoniczną 1997) - Suita stylizowanych tańców polskich op. 55 na 2 gitary klasyczne (1997) - Małe muzyczne opowiadania na skrzypce z fortepianem (1997) - Małe etiudy interwałowe op. 53 na fortepian (1997) - Szopeniada op. 57 na chór mieszany z fortepianem (1998) - Suita popularnych melodii ludowych op. 58 na chór dziecięcy i fortepian (1998) - Dwie pieśni żartobliwe op. 59 na chór mieszany z fortepianem (1999) - Sonatina na fortepian na 4 ręce op. 60 (1999) - Rondo C-dur na fortepian solo op. 61 (1999) | - Z głębokości op. 62 [wersja I], 3 pieśni na chór i fortepian (1999) - Z głębokości op. 62 [wersja II], 3 pieśni na chór mieszany (1999) - Dwie pieśni rozrywkowe op. 62a [wersja I] na sopran (1999) - Dwie pieśni rozrywkowe op. 62a [wersja II] na sopran i fortepian (1999) - Godzina Baranka – Misterium milenijne op. 63 na chór i zespół kameralny (2000) - Takie sobie piosenki op. 64 na klarnet i fortepian (2000) - Koncert barokowy op. 65 na 2 skrzypiec, chór mieszany i organy (2000) - Pięć pieśni na 4-głosowy chór męski a cappella op. 66 (2000) - Sześć pieśni dla klasztoru SS Karmelitanek Bosych op. 67 na chór żeński z towarzyszeniem fisharmii (2001) - Pieśni religijne op. 68 na chór męski a cappella (2001) - Bożonarodzeniowe radości op. 70, miniatury dziecięce na flet z fortepianem (2002) - Śpieszmy się kochać ludzi op. 71, 7 pieśni religijnych na głos altowy z organami (lub fortepianem) (2002) - Małe wariacje „Siała Baba mak” op. 72 na 4-głosowy chór mieszany i dziecięcy a cappella (2002) - Dwie bagatele op. 73 na fortepian solo (2002) - Piccola sonata da camera op. 74 na flet, obój, altówkę i wiolonczelę (2002) - Concerto grosso op. 75 na kwintet dęty i organy (2003) - Album dziecięcych utworów kameralnych na różne zespoły instrumentalne szkół muzycznych op. 76 (2003) - Słucham op. 77, rodzaj koncertu na głos recytujący i orkiestrę symfoniczną (2004) - Małe igraszki z dużym fagotem i ogromnym fortepianem op. 78 (2004) - Jedenaście drobnych utworów op. 79 na obój i fortepian (2004) - Dwa utwory na wiolonczelę solo op. 80 (2004) - Suita tańców polskich op. 82 na zespół akordeonowy (2005) - Concertino op. 83 na fortepian dla dziecka oraz mały, szkolny zespół instrumentalny (2005) - Dziesięć mazurków op. 85 na fortepian (2005) - Menora kołobrzeska op. 84, II poemat symfoniczny na sopran solo, recytatora, chór mieszany i wielką orkiestrę symfoniczną (2006) - Spacerek po muzyce kompozytorów XVIII i XIX wieku op. 86, 17 miniatur na jeden lub dwa fortepiany dla młodzieży szkół muzycznych (2006) - Koncert skrzypcowy nr 3 op. 90 (2009) - Ballada nr 1 op. 91 na fortepian solo (2009) - Wariacje n/t Polki pizzicato op. 92 na orkiestrę smyczkową (2010) - Ballada nr 2 op. 94 na fortepian solo (2010) |